# Corhiza bellicosa
Corhiza bellicosa is een hydroïdpoliep uit de familie Halopterididae. De poliep komt uit het geslacht Corhiza. Corhiza bellicosa werd in 1962 voor het eerst wetenschappelijk beschreven door Millard. 